# Детлаф, Татьяна Антоновна
Татьяна Антоновна Детлаф (8 октября 1912 — 24 октября 2006) — советский, российский эмбриолог, биолог развития, доктор биологических наук, профессор.

## Биография
Дочь Антона Осиповича Детлафа, преподавателя математики, и врача Софьи Ароновны Шафит (1887, Кобрин — ?). Родилась в доме земского врача Красковской больницы М. С. Леоненко, близкого друга отца. Окончила школу-семилетку и два курса техникума. В 1929 году держала экзамены в 1-й МГУ, но в приёме было отказано, так как для детей служащих было выделено очень мало мест. Проблема разрешилась следующим образом, Т. А. была принята в Симферопольский пединститут, а в 1930 году ей удалось перевестись на 2-й курс МГУ. Она специализировалась на кафедре «Динамика развития организма» М. М. Завадовского. В 1933 была оставлена в аспирантуре у Д. П. Филатова, в 1937 году защитила кандидатскую диссертацию на тему «Развитие нервной системы у Anura в связи с вопросом о действии организатора». И поступила на работу во Всесоюзный институт экспериментальной медицины в лабораторию экспериментальной эмбриологии. Одновременно читала курс гистологии и эмбриологии в Гомельском пединституте, куда выезжала ежегодно на 3-4 месяца. Во время войны в эвакуации в Алама-Ате работала старшим научным сотрудником и заместителем заведующего лаборатории М. М. Завадовского в Казахском филиале Академии Наук в Алма-Ате. В 1943 году поступила в докторантуру к академику И. И. Шмальгаузену. Это было вынужденной мерой, так как поступление в докторантуру давало надежду получить вызов в Москву, и перевезти туда и спасти трёхлетнего сынишку, умиравшего от туберкулёза. Мальчик скончался в Москве через месяц после возвращения из эвакуации.
В феврале 1948 защитила докторскую диссертацию по теме «Сравнительно-экспериментальное изучение эктодермы, хордомезодермы и их производных у Anamnia». Из-за августовской сессии ВАСХНИЛ утверждение докторской было отложено на год, а набор готовой к публикации книги по её материалам рассыпан. С декабря 1947 года старший научный сотрудник Института эволюционной морфологии, а после раздела института в 1967 г. — в Институте биологии развития им. Н. К. Кольцова АН СССР. При этом Т. А. Детлаф возглавила Лабораторию экспериментальной эмбриологии имени Д. П. Филатова и руководила ею до 1987 года.
В 1957 году избрана членом Международного Института эмбриологии в Утрехте, позже реорганизованного в Международное общество биологов развития.
Профессор. В 1994 году избрана почетным членом Российской Академии Естественных Наук по секции биологии и экологии. Член редакционной коллегии журнала «Онтогенез». Заслуженный Соросовский профессор. 
Существенный вклад Татьяна Антоновна внесла в понимание феномена биологического времени. Т. А. Детлаф, совместно с братом, физиком Андреем Антоновичем Детлафом предложила использовать в качестве единицы времени при изучении эмбрионального развития пойкилотермных животных длительность одного митотического цикла, периода синхронных делений дробления. Эта длительность была обозначена ими как [1]. А. А. Нейфах, высоко оценив идею Т. А. и А. А. Детлафов, предложил называть единицу биологического времени «детлаф».
Последние годы жила в Германии. Умерла в 2006 году. Прах захоронен на Малаховском кладбище.

## Семья
- Муж (с 1933) — Николай Иванович Лазарев, биолог
  - Сын — Владимир Лазарев (18 декабря 1940 — 23 декабря 1943), умер от туберкулёза.
  - Дочь — Мария Лазарева (род. 27 декабря 1950)

## Труды
- Детлаф Т. А., Гинзбург А. С., Зародышевое развитие осетровых рыб (севрюги, осетра и белуги) в связи с вопросами их разведения. М.: Изд-во Академии Наук СССР 1954 -
- Гинзбург А. С., Детлаф Т. А. Развитие остеровых рыб: Созревание яиц, оплодотворение и эмбриогенез. М.: Наука — 1969—134 с.
- Детлаф Т. А., Гинзбург А. С., Шмальгаузен О. Развитие осетровых рыб. — М.: Наука, 1981. 224 с
- Детлаф Т. А. Температурно-временные закономерности развития пойкилотермных животных. М.: Наука, 2001. — 211 с.

## Награды
- 1954 — премия Президиума АН СССР.
- 1967 — Премия имени А. О. Ковалевского за серию работ по эмбриологии рыб и амфибий[5].
- 1981 — серебряная медаль ВДНХ.